# Kálmán J. Gábor
Kálmán J. Gábor (Budapest, 1929. december 12. – 2022. december 10.) magyar származású amerikai fizikus. A fizikai tudományok doktora (1961). A Magyar Tudományos Akadémia tagja (k: 2013).

## Életpályája
1952-ben diplomázott a Budapesti Műszaki és Gazdaságtudományi Egyetem Villamosmérnöki Karán. 1952–1956 között a MTA Központi Fizikai Kutatóintézet tudományos munkatársa volt Simonyi Károly mellett. 1956-ban kivándorolt Izraelbe. 1958–1961 között a haifai Izraeli Műszaki Egyetem előadója volt. 1961-ben a haifai Izraeli Műszaki Egyetemen diplomát szerzett. 1961–1965 között a Párizsi Egyetem (Orsay) társprofesszora volt. 1965–1966 között a Coloradói Egyetem Asztrofizikai Laboratóriumának vendégkutatója volt. 1965–1967 között a CNRS kutató igazgatója volt. 1966–1970 között a massachusettsi Brandeis Egyetem vendégprofesszora volt. 1967–1968 között a légierő cambridge-i kutató-laboratóriumának szakértője volt. 1970–2001 között a Boston College kutató professzora, 2001-től kiemelt kutató professzora, 2019-ig professzor emeritusa volt. 1973–1974 között a párizsi obszervatórium (Meudon) vendégkutatója volt. 1973–1978 között a Harvard Egyetem Asztrofizikai Központjának tiszteletbeli munkatársa volt. 1974-ben a CNRS Ionoszférakutató csoport (Orléans) vendégkutatója, valamint az Oxfordi Egyetem vendégkutatója volt. 1976-ban a Párizsi Egyetem és a meudoni obszervatórium vendégprofesszora volt. 1978-ban a Mitre Corp. Anyaglaboratóriumának tanácsadója volt. 1981-ben és 1984-ben a trieszti Elméleti Fizikai Központ kutató vezetője volt. 1987-ben a newtoni Massachusettsi Műszaki Laboratórium tanácsadója volt. 2013-ban lett az Magyar Tudományos Akadémia külső tagja.

## Családja
Szülei: Kálmán Géza és Adler Ilona voltak. Felesége, Zeizler Zsuzsa volt. Két gyermek született: Ron A. (1959) és Katalin (1953).

## Művei
- Nonlinear Effects in Plasmas (társszerkesztő, 1969)
- Strongly Coupled Plasmas (szerkesztő, 1978) ISBN 9780306400391
- Strongly Coupled Coulomb Systems (szerkesztő, 1998) ISBN 9780306460319

## Díjai
- Gyémánt diploma (Budapesti Műszaki és Gazdaságtudományi Egyetem, 2012)